# Pilsbrycharopa tumida
Pilsbrycharopa tumida är en snäckart som först beskrevs av Nils Hjalmar Odhner 1917.  Pilsbrycharopa tumida ingår i släktet Pilsbrycharopa och familjen Charopidae. IUCN kategoriserar arten globalt som sårbar. Inga underarter finns listade i Catalogue of Life.